# Гийом V де Вержи
Гийом V де Вержи (фр. Guillaume V de Vergy; 1490 — 26 июля 1531, Брюссель), барон д’Отре — бургундский рыцарь, придворный императора Карла V.

## Биография
Младший сын Гийома IV де Вержи, сеньора де Сен-Дизье, и Анны де Рошешуар.
Первоначально был известен как сеньор де Монферран. С юности служил эрцгерцогу Карлу, ставшему позднее королем Испании и императором, в качестве советника и камергера. В 1516 году сопровождал принца в поездке в Испанию, где стал дворянином Палаты короля. Затем сопровождал Карла во всех поездках до самой своей смерти.
В 1521 году продал графу Жану де Грюеру земли и сеньории Бюрьо, Палю и Валанс в стране Во. В 1525 году командовал кавалерией Франш-Конте в имперской армии маркиза де Пескары в битве при Павии.
По возвращении из Италии 15 августа 1525 в Шамплите заключил со старшим братом Клодом соглашение о разделе отцовских владений, получив сеньорию Отре, право выкупа Монтиньи, Леффона, Пьеркура, Мантоша и Арка. Также получил сеньории Шампюан и Ла-Мот и три сотни ливров ренты в Маконе. В сентябре 1525 составил завещание, и умер 26 июля 1531 на императорской службе в Брюсселе. Был погребен в церкви Нотр-Дам-дю-Саблон, а сердце в капелле Вержи в аббатстве Тёлле.

## Семья
Жена: Марина Бургундская (ум. 2.03.1567, Шамплит), внебрачная дочь Бодуэна Лилльского, бастарда Бургундского, сеньора де Фале, «дама мудрая и добродетельная, происходившая из дома последних герцогов Бургундских, и воспитанная при королеве Венгерской»
Дети:
- Франсуа де Вержи (1530—1591), граф де Шамплит. Жена 1) (1555): Клодин де Понтайе (ум. 1567), дочь Анри де Понтайе, сеньора де Флеже, и Антуанетты де Вержи; 2) (1577): Рене де Ре, дама де Водре, дочь Клода де Ре и Анны де Водре
- Кретьенна де Вержи (ум. 09.1566, Шамплит). Муж 1) (контракт 20.06.1544, Отре): Гийом де Вьен, барон де Шевро; 2) Клод де Со, сеньор де Ванту, генеральный наместник герцогства Бургундского